# Senkey Imre
Senkey Imre (Perbál, 1898. június 21. – Budapest, 1984. október 1.) válogatott labdarúgó, hátvéd, edző. A sportsajtóban Senkey I néven volt ismert. Testvére Senkey Gyula szintén válogatott labdarúgó volt.

## Pályafutása

### Klubcsapatban
Ötszörös magyar bajnok az MTK csapatával. 1926-tól a III. kerületi TVE csapatában játszott.

### A válogatottban
1924 és 1928 között 6 alkalommal szerepelt a válogatottban.

### Edzőként
1931 és 1935 között az MTK vezetőedzője volt. Edzői pályafutásának jelentős részét Olaszországban töltötte. Többek között vezetőedzője volt a Fiorentina, az AS Roma, a Genoa és a Torino FC csapatának.

## Sikerei, díjai

### Játékosként
- Magyar bajnokság
  - bajnok: 1920–21, 1921–22, 1922–23, 1923–24, 1924–25
  - 2.: 1925–26

### Edzőként
- Magyar bajnokság
  - 2.: 1932–33
  - 3.: 1931–32, 1934–35
- Magyar kupa
  - győztes: 1931 (III. kerületi FC), 1932 (Hungária F.C.)
- Serie B
  - bajnok: 1959–60 (A Torino FC-vel)

## Statisztika

### Mérkőzései a válogatottban
| Magyarország | Magyarország        | Magyarország                    | Magyarország  | Magyarország | Magyarország      | Magyarország | Magyarország | Magyarország |
| #            | Dátum               | Helyszín                        | Hazai         | Eredmény     | Vendég            | Kiírás       | Gólok        | Esemény      |
| ------------ | ------------------- | ------------------------------- | ------------- | ------------ | ----------------- | ------------ | ------------ | ------------ |
|              | 1921. október 23.   | Budapest, Hungária körúti pálya | Magyarország  | 3 – 2        | Közép-Németország | barátságos   | -            |              |
| 1.           | 1924. augusztus 31. | Budapest, Üllői úti pálya       | Magyarország  | 4 – 0        | Lengyelország     | barátságos   | -            |              |
| 2.           | 1925. október 4.    | Budapest, Üllői úti pálya       | Magyarország  | 0 – 1        | Spanyolország     | barátságos   | -            | 38'          |
| 3.           | 1925. október 11.   | Prága, Sparta-pálya             | Csehszlovákia | 2 – 0        | Magyarország      | barátságos   | -            |              |
| 4.           | 1925. november 8.   | Budapest, Üllői úti pálya       | Magyarország  | 1 – 1        | Olaszország       | barátságos   | -            |              |
| 5.           | 1926. június 6.     | Budapest, Üllői úti pálya       | Magyarország  | 2 – 1        | Csehszlovákia     | barátságos   | -            |              |
| 6.           | 1928. március 25.   | Róma, Nazionale PNF Stadion     | Olaszország   | 4 – 3        | Magyarország      | Európa-kupa  | -            |              |
|              | Összesen            |                                 |               | 6            | mérkőzés          |              | 0            | gól          |